# イラン・イラク地震

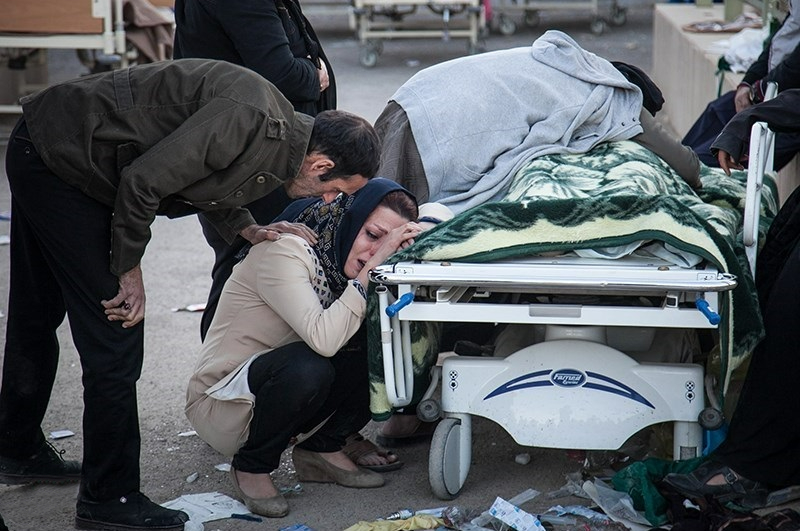

イラン・イラク地震は、2017年11月12日21時48分（IST。UTCでは18時18分）に発生したMw 7.3 の地震。
イラン・イラク国境から僅かにイラン側にずれたケルマンシャー州で発生した。
震央はイランの都市ハラブジャから南西に30km程の地点である。
イラン・イラクの全土で揺れが感じられたほか、アラブ首長国連邦、トルコ、イスラエルでも揺れを感じる地域があった。
少なくとも620人が死亡し、7000人が負傷した。

## 地震の仕組み
震源の周辺は、長さ1500kmの活褶曲帯であるザグロス山脈が形成されており、アラビアプレートとユーラシアプレートが衝突している収束型境界であると推定されている。
両プレートは現在年間約2cmの速度で相対的に短縮されており、衝上断層や横ずれ断層を形成させている。
当イベントの発震機構は衝上断層型と推定されている。

## 死傷者
イランで620人の死者が報じられており、ケルマンシャーでの被害が特に甚大である。またイラクのクルド人自治区関係者によると、イラク周辺では少なくとも6人の死者と500人の負傷者が出たという。多数の犠牲者が出たイラク国境に近く、今回の地震で最大の被災地となったサルポル・エ・ザハブでは病院が被災したため、手当てが行き届いていない。両国で確認された被害状況として、1万5000棟以上の家屋が全壊し、7万人を超える被災者が出ている。

## 被害
低所得者向け公共住宅はマフムード・アフマディネジャド前大統領肝いりの公共住宅事業の一環で建設され、設計上はM8.0の地震にも耐えられる筈だったが激しく損壊。
また、公共住宅は現地の建築士によると手抜き工事の疑いがあるということで、業者に対する政府の指導が足りなかったといわれる。イラン政府は11月17日にこの地震による被害額は少なくとも50億ユーロになると発表した。

## 支援活動
トルコは92人の救援隊を待機させ、4,000のテントと7,000のブランケットを用意していると発表し、今回の災害で支援を申し出た最初の国となった。
イランのロハニ大統領は住居が全壊などした被災者に見舞金を拠出する事を約束し、中長期的な支援をすることを誓った。
しかし、トルコを始めとした各国の支援については、モハンマド・ジャヴァード・ザリーフ外相によると、「自国で対応できる」ということで、依然拒否する姿勢を崩していない。
またイスラエルは赤十字を通じて、国交のないイラン・イラク両国に支援を申し出たが、イスラエルと対立するイランはこれを拒否した。